# Diospyros brainii
Diospyros brainii är en tvåhjärtbladig växtart som beskrevs av Francis S.P. Ng. Arten tillhör släktet Diospyros och familjen Ebenaceae.
Arten är ett träd som förekommer på Borneo (Sarawak).